# Zoosadisme
Le zoosadisme est un terme intronisé par Ernest Borneman référant le plaisir (parfois le plaisir sexuel) dérivé de la cruauté envers les animaux. Le zoosadisme fait partie de la Triade MacDonald, un groupe dont les trois comportements sont des comportements sociopathes.

## Zoosadiques notables
- Adam Britton
- Dennis Rader
- Kenny Glenn
- Rostislav Bogoslevsky[2]
- John Duffy and David Mulcahy[3]
- Richard Chase[4]
- Albert DeSalvo
- Luka Rocco Magnotta